# Deirdre Bair
Deirdre Bair (ur. 21 czerwca 1935, zm. 17 kwietnia 2020) – amerykańska biografka. Napisała cenione biografie Samuela Becketta, Anaïs Nin, Simone de Beauvoir i Carla Gustava Junga. W 1981 otrzymała National Book Award za książkę o Becketcie.
- Jung. Biografia, przełożył Robert Reszke, Wydawnictwo KR, Warszawa 2009.